# Mikel de Epalza i Ferrer
Mikel de Epalza i Ferrer (Pau, 1938 - Alacant, 2008) fou un destacat arabista català d'origen basc, catedràtic d'Estudis Àrabs i Islàmics de la Universitat d'Alacant (UA), i traductor de l'Alcorà al català.

## Biografia
Fill de Tomás de Epalza López de Lerena i de Concepció Ferrer Bolart, Mikel de Epalza va néixer el 18 de febrer del 1938 a la localitat occitana de Pau, ciutat on visqué fins als deu anys. L'any 1954 ingressà als jesuïtes (Companyia de Jesús), i es llicencià l'any 1961 en Filosofia Eclesiàstica a Sant Cugat del Vallès, per la Universitat Gregoriana. Posteriorment, ho feu a Barcelona, en Filosofia i Lletres l'any 1963 i en Filologia semítica l'any 1965, en la qual es doctorà dins de l'especialitat d'Àrab l'any 1967. També es graduà en Teologia Catòlica a la Universitat Gregoriana Lyon-Fourière l'any 1970. En l'àmbit professional, exercí de professor a les universitats de: Barcelona (1965), Lió (1968), Tunis (1971), Alger i Orà (1973), Pontifícia Comillas (1974), Autònoma de Madrid (1976) i Alacant (1979) fins a la jubilació l'any 2007.
Investigà especialment temes àrabs en relació amb la història medieval de la península Ibèrica, i publicà, entre altres treballs: La Tuhfa, autobiografía y polémica islámica contra el cristianismo, de 'Abdallah al-Taryumān (fray Anselmo Turmeda) (1971), Études sur les morisques andalous en Tunisie (1973), Anselm Turmeda (1983), Jésus otage (1988), Mallorca bajo la autoridad compartida de bizantinos y árabes: siglos VIII-IX (1991), Los moriscos antes y después de la expulsión (1992), Jesús entre judíos, cristianos y musulmanes hispanos (siglos VI-XVIII) (1999). Dirigí també diverses obres col·lectives: L'Islam d'avui, de demà i de sempre (1994), L'expulsió dels moriscos. Conseqüències en el món islàmic i en el món cristià (1994), La ràbita islàmica. Història institucional (1992-1994) i Traducir del árabe (2004) i, amb Maria Jesús Rubiera Xàtiva musulmana (segles VIII-XIII) (1987), Toponimia árabe de Benidorm y su comarca (1985).
Fou membre del comitè de redacció de diverses revistes especialitzades ("Sharq Al-Andalus. Estudios Mudéjares y Moriscos", "Aljamía", "Qurtuba", "Dirasat Andalusiyya", "Islamochristiana", "Bulletin Critique des Annales Islamologiques"). Fou també director del projecte Concordancias lematizadas de las obras del Mancebo de Arévalo des de 1998 fins al 2001.
La traducció de l'Alcorà al català, realitzada en col·laboració amb el professors de la Universitat d'Alacant Josep Forcadell i Joan Perujo, fou publicada l'any 2001. L'obra inclou al final cinc estudis de l'Alcorà, les seves traduccions hispàniques i la metodologia de treball utilitzada. La publicació va rebre durant l'any 2002 el Premi Ciutat de Barcelona i el Premio Nacional a la Mejor Traducción espanyol. El catedràtic ja va rebre aquest darrer premi l'any 1967 per una versió de la seva tesi doctoral.
De Epalza morí el dissabte 6 de desembre del 2008 a la ciutat d'Alacant, a l'edat de 70 anys després de no poder-se recuperar d'un accident de trànsit patit al maig. Al cap d'uns mesos estava prevista la publicació d'una obra sobre els moriscs hispans a Tunísia.